# Grande Motte Pyramide Beach Soccer
Maillots
Le Grande Motte Pyramide Beach Soccer est un club sportif français de beach soccer fondé en 2014 et basé à La Grande-Motte (Hérault).
Le GMPBS remporte le championnat de France de beach soccer lors de quatre de ses cinq premières participations à partir de 2015, étant troisième en 2017. Il est le club le plus titré du beach soccer en France.

## Histoire
Le Grande Motte Pyramide BS est déclaré en préfecture en novembre 2014 et dispute sa première compétition en mai 2015. À l’origine de sa création, Anthony Barbotti, international français qui se rappelle en 2020 : « Nous sommes sur la Grande-Motte, une ville qui souhaitait développer les sports de plage et de notre côté, la volonté de partir sur un nouveau secteur. Nous étions tous entre Palavas et Montpellier ».
Début juillet 2015, le club participe au championnat de beach soccer départemental de l'Hérault qu'il remporte devant le Maurin FC et le finaliste des deux dernières éditions nationales, le Montpellier Hérault Beach Soccer. Il se qualifie ainsi pour la phase régionale qualificatif pour le championnat de France 2015. Le club se hisse jusqu'en finale pour sa première participation et s'impose face au FC St-Médard-en-Jalles (6-4) grâce notamment à un triplé d'Anthony Barbotti. Pour la première fois dans l'histoire de la compétition, un représentant autre que de la Ligue Méditerranée soulève le trophée,.
Lors de l'année 2016, le GMPBS échoue aux portes des huitièmes de finale de la Coupe d'Europe à Catane. Après un match de championnat départemental remporté face à Energie Paillade, deux victoires en Régional qualifient pour la finale contre le FC Maurin puis le Montpellier HBS. Le GMPBS parvient à conserver son titre de champion de France.
En 2017, qualifié pour le challenge national, le GMPBS connaît sa première défaite nationale en phase de poule contre le Marseille Beach Team. En demi-finale, Pyramide est éliminé par son voisin du Montpellier HBS (4-5) avant de gagner le match pour la troisième place contre St-Médard (7-5).
Qualifié pour le Championnat de France 2018, après son sacré régional contre le Montpellier HBS, le club remporte le titre national en dominant les Alsaciens du Beach Team 3 Frontières en finale (10-3).
En 2019, le GMPBS s’offre un nouveau titre national après un succès (3-8) en finale face à Marseille Beach Team. Il s’agit du deuxième titre consécutif et du quatrième en cinq participations dans la compétition. L'équipe comprend notamment les internationaux Jérémy Basquaise, Victor Angeletti, Anthony Fayos et Anthony Barbotti. Pour la première édition féminine ouverte aux clubs, le GMPBS finit troisième.
En juin 2020, champions de France en titre et qualifié pour la Ligue des champions en septembre à Nazaré, le club perd des sponsors impactés par la Pandémie de Covid-19 en France. Le club compte alors 25 licenciés et l’équipe féminine doit s’engager avec un autre club afin d’espérer pouvoir participer à la Coupe d'Europe. L’équipe masculine compte douze internationaux : six français, trois marocains, un italien, un sénégalais et un tahitien. Le club vise aussi la Coupe du monde des clubs en Turquie au mois d’octobre 2020, grâce à la position de champion de France.
Lors de l'Euro Winners Cup 2021, le GMPBS atteint les huitièmes de finale.
En 2022, vice-champion départemental, l’équipe de la Grande Motte Pyramide BS devient la toute première équipe française à atteindre les demi finales de la Coupe d'Europe des clubs à Nazaré. Le GMPBS remporte le groupe F avec cinq victoires en autant de matchs, mais s'incline face au multiple champion d'Europe SC Braga. L'équipe perd ensuite le match pour la troisième place contre les Israéliens du Falfala KQ BSC. De retour en France, le GMPBS remportent son sixième titre régional et se qualifie pour le National Beach Soccer dont il est double tenant du titre (2018 et 2019). Forts de leurs pléiade d'internationaux tricolores, les Occitans réalisent un parcours sans faute. En quart de finale, ils surclassent le BT Cévennes (13-0), avant d'infliger un 8-3 au quadruple champion de France Marseille BT en demi-finale. Ils dominent enfin en finale l'AS Étaples (5-1),,. Déjà sacrée en 2018 et 2019, la Grande-Motte PBS signe son troisième sacre consécutif et devient le premier club à remporter cinq titres de champion (2015, 2016, 2018, 2019 et 2022),.
En 2024, après une onzième place au National Beach Soccer, le club annonce mettre fin à ses activités.

## Résultats

### Palmarès
Le Grande Motte Pyramide BS remporte cinq titres de champion de France de beach soccer (2015, 2016, 2018, 2019 et 2022),.. Il obtient donc le droit de participer aux championnats d’Europe en 2016, 2017 et 2019.
Il remporte aussi le Championnat régional de la Ligue du Languedoc-Roussillon en 2015, 2016 puis d'Occitanie en 2017 et 2018, et est champion départemental de l'Hérault en 2015, 2016, 2017, 2018 et 2019.
- Championnat de France (5)
  - Champion : 2015, 2016, 2018, 2019 et 2022
  - Finaslite : 2023
  - Troisième : 2017

- Championnat d'Occitanie (6)
  - Champion : 2015, 2016, 2017, 2018, 2019 et 2022

- Championnat de l'Hérault (5)
  - Champion : 2015, 2016, 2017, 2018 et 2019
  - Vice-champion : 2022

Du côté des féminines, la sélection du Languedoc-Roussillon est championne de France en 2018 et participe à deux championnats d’Europe en 2017 et 2018.

### Bilan par saison
| Année | Compétition départemental | Compétition régionale | Championnat de France | Coupe d'Europe                |
| ----- | ------------------------- | --------------------- | --------------------- | ----------------------------- |
| 2015  | Champion                  | Champion              | Champion              | -                             |
| 2016  | Champion (2)              | Champion (2)          | Champion (2)          | Groupe B : 3e/4 (en)          |
| 2017  | Champion (3)              | Champion (3)          | Troisième             | Groupe I : 4e/4 (en)          |
| 2018  | Champion (4)              | Champion (4)          | Champion (3)          | -                             |
| 2019  | Champion (5)              | Finaliste             | Champion (4)          | Huitième de finale (14e) (en) |
| 2020  |                           | Champion (5)          | annulé                | -                             |
| 2021  |                           |                       | non joué              | Huitième de finale (en)       |
| 2022  | Vice-champion             | Champion (6)          | Champion (5)          | Quatrième (en)                |
| 2023  |                           |                       | Finaliste             | -                             |
| 2024  |                           |                       | Onzième               | -                             |

## Structure du club

### Statut du club et des joueurs
Le club est fondé en tant que club sportif, régi par la loi sur les associations établie en 1901. Il est affilié sous le n°881102 à la Fédération française de football et ses antennes locales que sont la Ligue d'Occitanie et le district de l'Hérault,.
Les joueurs ont soit un statut bénévole ou amateur.

### Infrastructures
Le Grande Motte PBS s’entraîne sur la plage du Couchant de La Grande Motte, du mois de mars à celui de septembre.

## Personnalités

### Dirigeants
Les cofondateurs du club né en 2014 sont Anthony Barbotti et Karim Ferhaoui, respectivement président et vice-président, également joueurs depuis la création du club.
En 2018, Thierry Barbotti devient président.
Lors du cinquième sacre nationale en 2022, Anthony Barbotti est redevenu président et Karim Ferhaoui est mentionné comme co-président.

### Entraîneurs
Lors du premier titre de champion de France 2015, l'international français Didier Samoun entraîne l'équipe.
Laurent Castro, ex-entraîneur adjoint de l'équipe de France, dirige l'équipe en 2016.
Kader Ferhaoui est mentionné comme responsable technique du club en 2020.

### Joueurs notables
En 2016, Karim Ferhaoui est capitaine de l'équipe.
L'équipe du GMPBS championne de France 2018 est constituée des gardiens Grégory Cacciotto et Denis Fort, des défenseurs Stéphane Belhomme, Thierry Daluz, Sabri Dhaouadi et Karim Ferhaoui, des milieux Kamel El Mahrouk, Léo Grandon, Christophe Tillet, et des attaquants Anthony Barbotti, Jérémy Basquaise, Nassim El Haddaoui. Anthony Fayos est présent lors du titre régional.
En 2019, le club comprend toujours ses internationaux français Fort, Fayos, Barbotti (capitaine), Belhomme, Grandon et Basquaise, auxquels s'ajoute Victor Angeletti, et Marocains : El Mahrouk et les frères Nassim et Anas El Hadaoui.
En 2020, l’équipe masculine compte douze internationaux : six français, trois marocains, un italien, un sénégalais et un tahitien.
Catégorie:Joueur du Grande Motte Pyramide BS

### Effectif 2022
Joueurs ayant évolué pour le GMPBS en 2022, que ce soit en Coupe d'Europe (CE), en championnat régional (CR) et/ou au National Beach Soccer (NBS).

## Identité et image

### Statut juridique
Grande-Motte Pyramide Beach Soccer est fondé en tant que club sportif, régi par la loi sur les associations établie en 1901. Le club est affilié sous le n°881102 à la Fédération française de football. Il appartient de plus à la Ligue du Languedoc-Roussillon de football et au district du Hérault.

### Logo

Premier logo
Logo après le 1er titre de champion de France en 2015
Après le titre de 2016
Après le titre de 2018
Après le titre de 2019

### Maillot
Pour sa première saison, le club porte un équipement proche de celui du Juventus Football Club, à savoir : maillot à rayures verticales blanches et noires avec short blanc.
Le second jeu de maillot est constitué d'un maillot noir et d'un short jaune fluo.

## Équipe féminine
Lors de la première édition féminine du National Beach Soccer en 2019, le GMPBS termine à la troisième place.